# William Saroyan

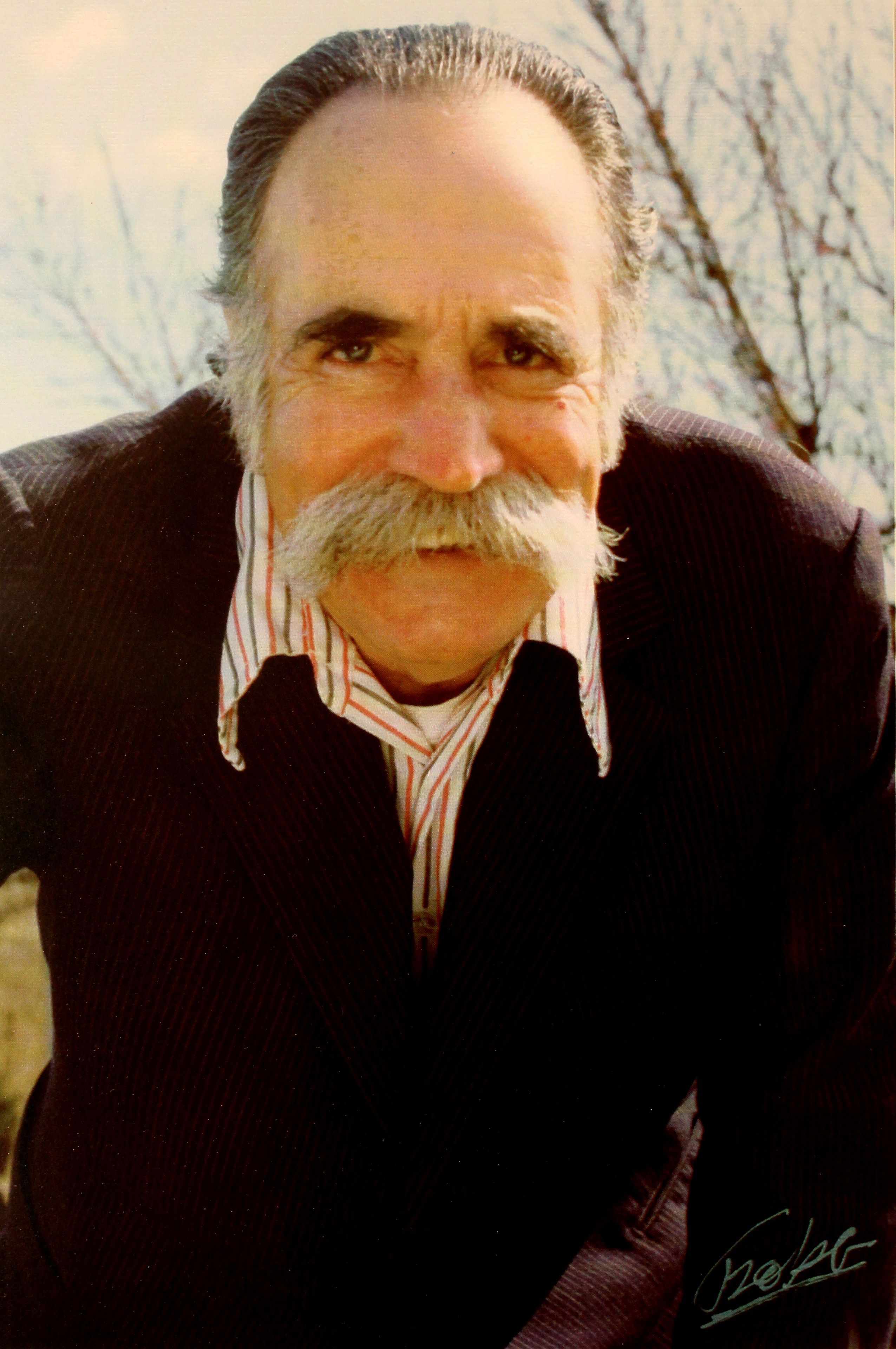
William Saroyan, 1970-talet.

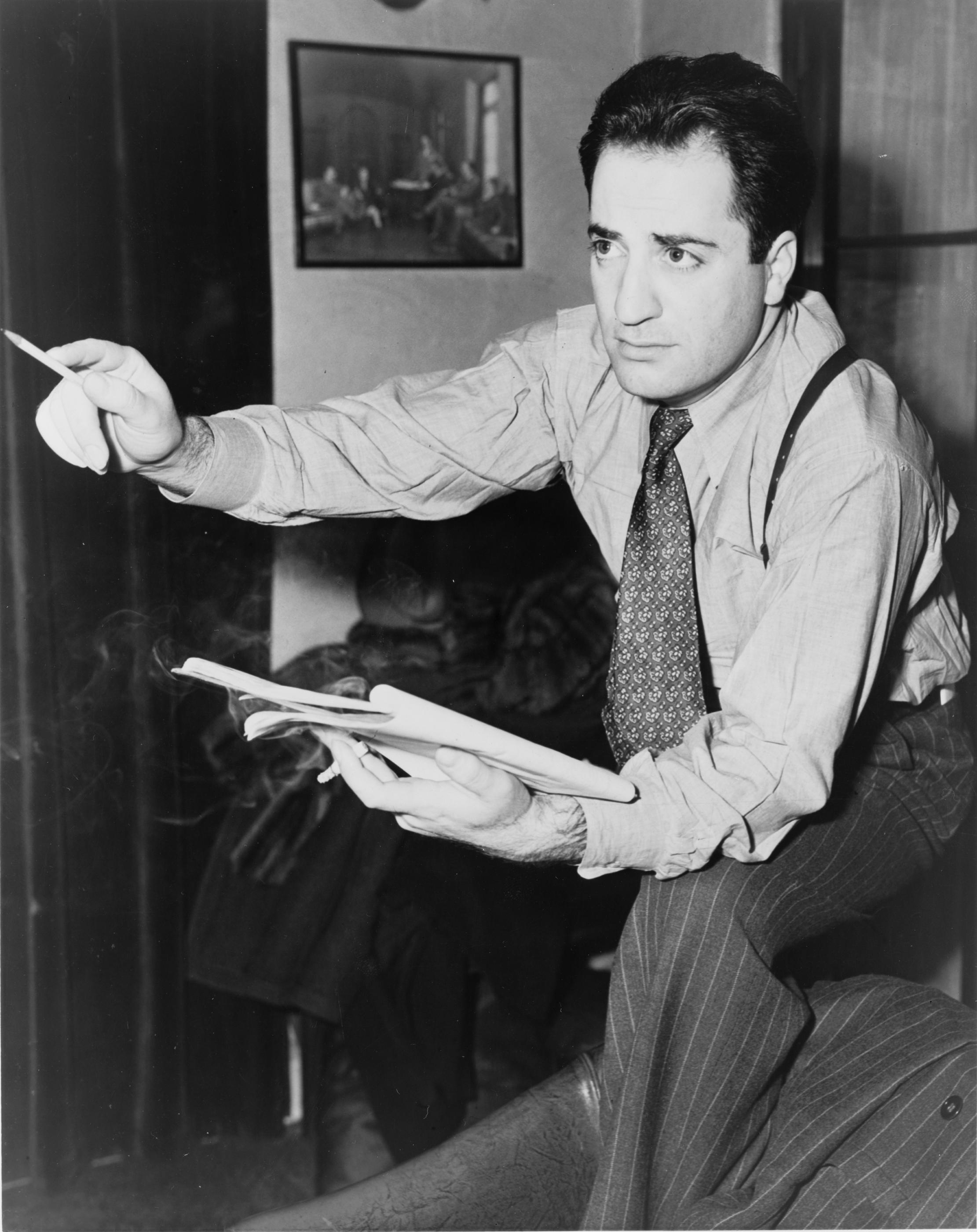
William Saroyan, 1940.

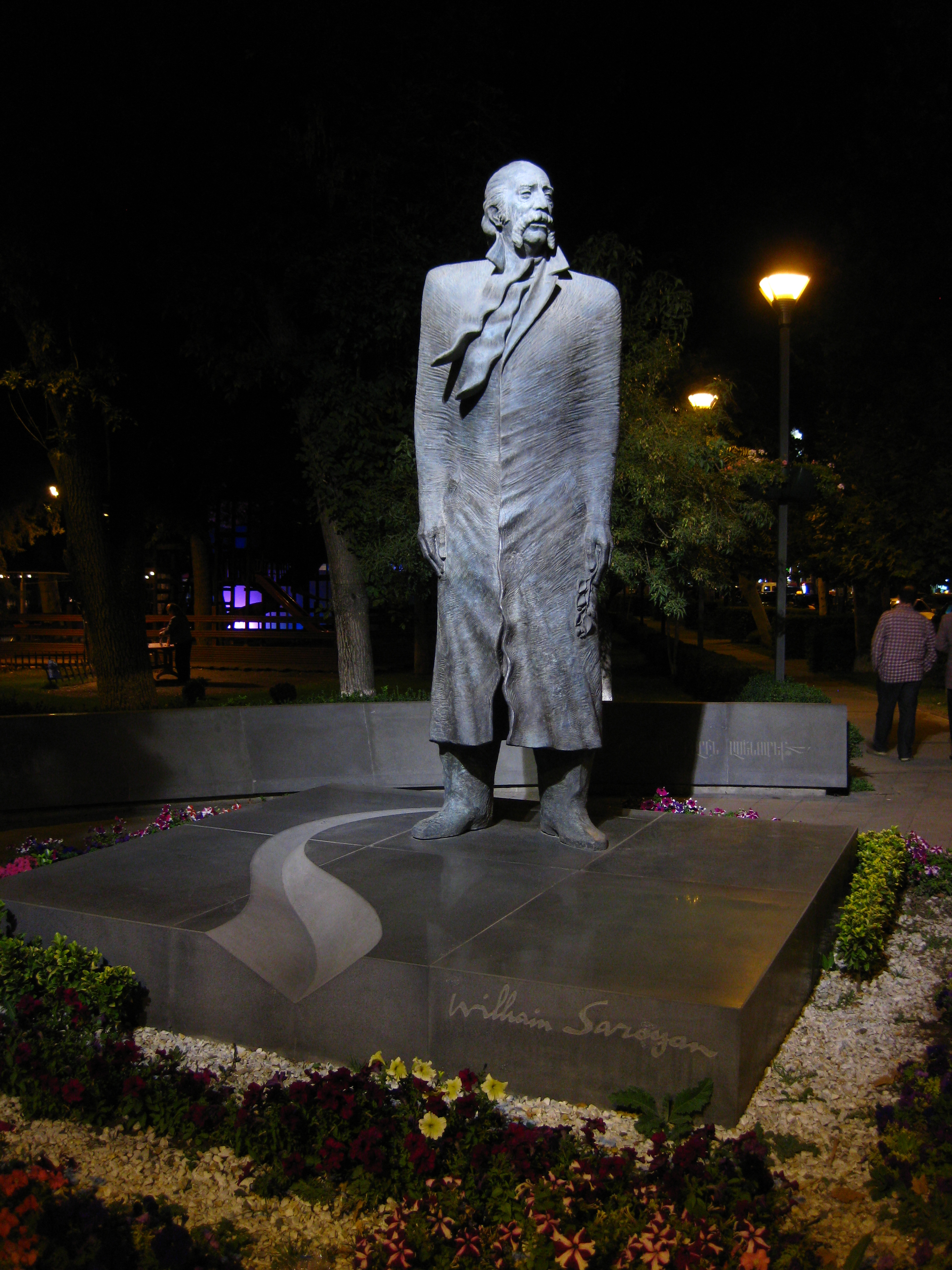
Staty föreställande William Saroyan i Armeniens huvudstad Jerevan.

William Saroyan (IPA: /səˈrɔɪən/), född 31 augusti 1908 i Fresno, Kalifornien, död 18 maj 1981 i Fresno, Kalifornien, var en amerikansk romanförfattare, dramatiker och novellförfattare med armeniskt ursprung. 1940 vann han Pulitzerpriset för drama och 1943 vann han en Oscar för bästa berättelse, för adaptionen till filmen Vi människor från hans roman Den mänskliga komedin.

## Författarskap
Bland annat skrev William Saroyan romanen Den mänskliga komedin (1943; The Human Comedy), som utspelar sig i Kalifornien under andra världskriget. Den handlar om 14-årige Homer Macauley och hans familj och bygger på författarens egna erfarenheter. Detsamma gäller Jag heter Aram (1940; My Name Is Aram), där författaren återgår till angenäma minnen från Fresno, Kalifornien, åren 1915–1925, alltså från 7 till 17 års ålder, som han med egna ord beskriver som ”den fula lilla staden, som innehöll hela den stora, komiska världen, och till de stolta och vilda medlemmarna av släkten Saroyan, som i sig innefattade hela mänskligheten. [...] Ingen medlem av min familj kommer att kunna identifiera sig själv med någon av bokens figurer, men ingen kommer heller att kunna svära sig helt och hållet fri från någon av dem.”[källa behövs]